# Apito da morte asteca

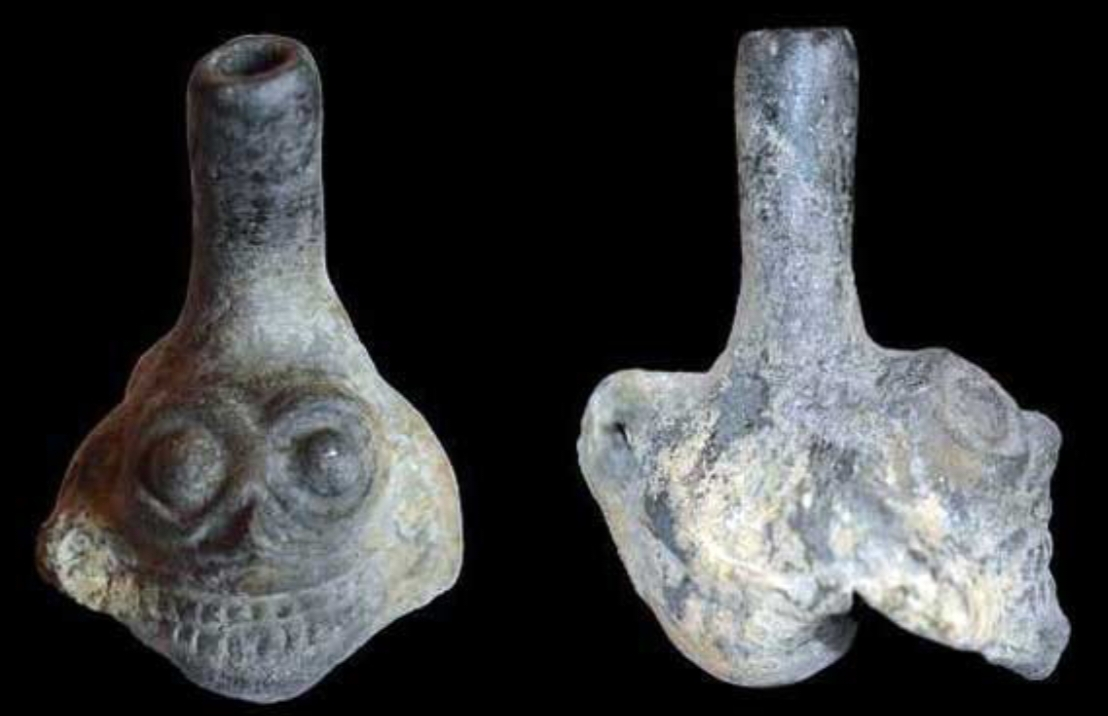
Apito da morte asteca cremado encontrado durante escavações

O apito da morte asteca (Ehecachichtli) era um apito usado exclusivamente pelos mexicas, descoberto pela primeira vez na escavação de um templo na Cidade do México na década de 1990. Popularizou-se a ideia de que centenas de guerreiros usariam os apitos ao mesmo tempo. No entanto, há evidências limitadas para apoiar esta afirmação. O apito da morte asteca ganhou notoriedade pública pela primeira vez depois que a escavação de um templo asteca na Cidade do México revelou um esqueleto segurando instrumentos musicais, incluindo um pequeno apito de cerâmica em forma de caveira, posteriormente referido como "apito da morte asteca". Um equívoco comum é que esse apito produzia um som agudo, semelhante a um grito. No entanto, esses sons atribuídos ao apito da morte asteca são, na verdade, produzidos por réplicas muito maiores do apito. O arqueólogo musical Arnd Adje Both teve a oportunidade de testar os apitos originais encontrados durante as escavações, e o som real produzido é muito mais suave. Both descreve o som como semelhante ao “ruído atmosférico gerado pelo vento”. Assim, Both sugere que o propósito do apito – baseado em sua localização na base de um templo, suas imagens relacionadas à morte e a falta de apitos descobertos em locais de batalha ou em túmulos de guerreiros – era muito mais provável que fosse cerimonial ou religioso do que para a guerra. No entanto, o propósito simbólico e o uso real do apito exigem uma investigação mais aprofundada e, atualmente, são em grande parte especulativos.